# Kolvåsasjön
Kolvåsasjön är en sjö i Gislaveds kommun i Småland och ingår i Nissans huvudavrinningsområde. Sjön är 16,7 meter djup, har en yta på 0,157 kvadratkilometer och är belägen 221 meter över havet. Sjön avvattnas av vattendraget Flankabäcken. Vid provfiske har abborre och gädda fångats i sjön.

## Delavrinningsområde
Kolvåsasjön ingår i det delavrinningsområde (636746-136779) som SMHI kallar för Mynnar i Hylteån. Medelhöjden är 233 meter över havet och ytan är 19,35 kvadratkilometer. Det finns inga delavrinningsområden uppströms utan avrinningsområdet är högsta punkten. Flankabäcken som avvattnar avrinningsområdet har biflödesordning 3, vilket innebär att vattnet flödar genom totalt 3 vattendrag innan det når havet efter 136 kilometer. Delavrinningsområdet består mestadels av skog (79 procent) och jordbruk (12 procent). Avrinningsområdet har 0,26 kvadratkilometer vattenytor vilket ger det en sjöprocent på 1,3 procent.